# George Nugent (7e comte de Westmeath)
George Frederick Nugent (18 novembre 1760 - 30 décembre 1814),  est un pair irlandais. Il acquiert une notoriété de son vivant en raison de son premier mariage malheureux avec Maryanne Jeffries, qui se termine par un divorce, à la suite d'une action en justice très médiatisée par le mari pour conversation criminelle. Il est titré Lord Delvin jusqu'en 1792, avant d'être titré comte de Westmeath.

## Jeunesse et début de carrière
Nugent est le seul fils survivant de Thomas Nugent (6e comte de Westmeath), et de sa seconde épouse Catherine White, fille de Henry White de Pitchfordstown, comté de Kildare . Il siège à la Chambre des communes irlandaise comme député de Fore de 1780 à 1792, date à laquelle il succède à son père dans le comté. Il est membre du Conseil privé d'Irlande l'année suivante et occupe les postes de Custos Rotulorum pour Westmeath et de vérificateur des comptes étrangers. Il est colonel de la milice de Westmeath. En 1796, il participe à la répression d' une menace de rébellion, prélude à la rébellion irlandaise de 1798.

## Mariage
Jeune homme, il est décrit comme "gai, social et convivial". À l'âge de 24 ans, il épouse Maryanne Jeffries (ou Jeffreyes), qui a environ un an de plus. Elle est la fille du major James St John Jeffereyes du Château de Blarney et d'Arabella Fitzgibbon, fille de John FitzGibbon et sœur de John FitzGibbon (1er comte de Clare) . Elle est décrite comme une jeune femme « d'une grande beauté, d'une grande éducation et de grandes réalisations » et est également riche. C'est généralement considéré comme un mariage d'amour, et selon les preuves de l'action de conversation criminelle, les premières années du mariage sont très heureuses. Après environ six ans, ils se séparèrent, lui vivant en Irlande, elle à Londres. À une date inconnue, Maryanne devient l'amante d'Augustus Cavendish-Bradshaw, fils cadet d'Henry Cavendish (2e baronnet), et frère de Richard Cavendish, 2e baron Waterpark.
Il n'y a aucune raison de douter de l'affirmation faite par l'avocat de Lord Westmeath au procès selon laquelle il a longtemps hésité avant de décider de mettre fin au mariage : le divorce fait alors invariablement scandale, et le processus est lent et coûteux, nécessitant une loi privée du Parlement. De plus, un mari cocu est traditionnellement une figure amusante, et l'infidélité de sa femme expose Westmeath à beaucoup de ridicule, à la fois parmi ses voisins et dans la presse. Même alors qu'il exerce ses fonctions officielles en tant que colonel de la milice, lorsqu'il entre accidentellement dans la chambre d'une femme mariée, on lui dit clairement qu'elle (contrairement à certains) est une épouse vertueuse . Bien qu'il soit un homme riche, des motifs financiers peuvent expliquer en partie sa décision de poursuivre pour conversation criminelle, car il cherche la somme (alors) très importante de 20 000 £ (d'autre part, Cavendish-Bradshaw manque notoirement d'argent). Dans tous les cas, un verdict positif dans une telle action est alors une première étape nécessaire vers le divorce, et il décide finalement de la dissolution du mariage.

### Action civile
L'affaire s'ouvre le 20 février 1796, devant Barry Yelverton, le baron en chef de l'Échiquier irlandais . Chaque partie dispose d'une équipe juridique impressionnante : John Toler (en), le solliciteur général d'Irlande et William Saurin, le futur procureur général d'Irlande agissant pour le demandeur, affrontent John Philpot Curran agissant pour le défendeur. Le procès suscite un énorme intérêt du public et la salle d'audience est pleine à craquer, et reçoit une grande publicité dans la presse .
Le jury donne raison au demandeur et lui accorde 10 000 £ . On ne sait pas s'il a réellement récupéré les dommages-intérêts, car Bradshaw est un homme pauvre toute sa vie, qui passe des années à faire pression sur chaque gouvernement à son tour pour tout poste lucratif qui pourrait être vacant, et a toujours été refusé.

### Conséquences
Les Westmeath divorcent par une loi privée du Parlement plus tard cette année-là, et en novembre, Maryanne et Bradshaw se marient . Elle survit longtemps à ses deux maris et meurt en 1849, à l'âge d'environ 90 ans. Bradshaw meurt en 1832, dans une relative pauvreté.
En 1797, Westmeath se remarie avec Lady Elizabeth Moore, fille de Charles Moore (1er marquis de Drogheda) et de Lady Anne Seymour-Conway. Il soutient l'Acte d'Union 1800 et devient un pair représentant irlandais. Il meurt le 30 décembre 1814.

## Famille
Alors que les procès-verbaux font référence à plusieurs enfants du premier mariage, nous ne connaissons qu'un seul fils, George Nugent (1er marquis de Westmeath) ; les autres sont vraisemblablement morts jeunes. Il a cinq enfants du second mariage, Robert, Thomas, Elizabeth, Catherine et Mary .
La carrière conjugale du jeune George n'est pas plus heureuse que celle de ses parents : deux de ses trois mariages se soldent par un divorce.